# Movimento Sadrista
Il Movimento Sadrista (in arabo التيار الصدري‎?, al-Tayyār al-Sadri) è un partito politico iracheno.

## Risultati elettorali
| Elezioni          | Voti    | %     | Seggi    |
| ----------------- | ------- | ----- | -------- |
| Parlamentari 2014 | 917.589 | 7,05  | 34 / 328 |
| Parlamentari 2018 |         |       | 54 / 329 |
| Parlamentari 2021 | 885.310 | 10,00 | 73 / 329 |